# Schweizer Alpine Skimeisterschaften 2010
Die Schweizer Alpinen Skimeisterschaften 2010 fanden vom 16. bis 22. März im Kanton Schwyz statt. Abfahrt, Super-G und Super-Kombination wurden auf dem Stoos ausgetragen, Riesenslalom und Slalom in Hoch-Ybrig. Drei Rennen konnten nicht wie vorgesehen stattfinden, zwei davon wurden etwas mehr als eine Woche später in Zinal und Veysonnaz im Kanton Wallis nachgeholt.

## Herren

### Abfahrt
| Platz | Name                  | Zeit        |
| ----- | --------------------- | ----------- |
| 01    | Patrick Küng          | 1:24,60 min |
| 02    | Beat Feuz             | 1:24,75 min |
| 03    | Didier Cuche          | 1:24,93 min |
| 04    | Stephan Keppler (GER) | 1:25,22 min |
| 05    | Ami Oreiller          | 1:25,25 min |
| 06    | Tobias Grünenfelder   | 1:25,52 min |
| 07    | Cornel Züger          | 1:25,64 min |
| 08    | Andreas Strodl (GER)  | 1:25,87 min |
| 09    | Marc Gisin            | 1:25,93 min |
| 10    | Petr Záhrobský (CZE)  | 1:25,97 min |

Datum: 19. März 2010

Ort: Stoos

Piste: Franz Heinzer

Start: 1935 m, Ziel: 1360 m

Höhendifferenz: 575 m, Tore: 33

### Super-G
| Platz | Name                   | Zeit        |
| ----- | ---------------------- | ----------- |
| 01    | Tobias Grünenfelder    | 1:08,52 min |
| 02    | Sandro Viletta         | 1:08,92 min |
| 03    | Yannick Bertrand (FRA) | 1:09,05 min |
| 04    | Ami Oreiller           | 1:09,22 min |
| 05    | Cornel Züger           | 1:09,28 min |
| 06    | Didier Défago          | 1:09,34 min |
| 07    | Beat Gafner            | 1:09,66 min |
| 08    | Vitus Lüönd            | 1:09,71 min |
| 09    | Beat Feuz              | 1:09,73 min |
| 10    | David Poisson (FRA)    | 1:09,84 min |

Datum: 29. März 2010

Ort: Zinal
Wegen stark aufgeweichter Piste konnte das am 20. März auf dem Stoos geplante Rennen nicht durchgeführt werden. Als Meisterschaft wurde das FIS-Rennen am 29. März in Zinal gewertet.

### Riesenslalom
| Platz | Name                   | Zeit        |
| ----- | ---------------------- | ----------- |
| 01    | Fritz Dopfer (GER)     | 2:08,19 min |
|       | Sébastien Pichot (FRA) | 2:08,19 min |
| 03    | Justin Murisier        | 2:08,99 min |
|       | Ami Oreiller           | 2:08,99 min |
| 05    | Beat Feuz              | 2:09,02 min |
| 06    | Didier Défago          | 2:09,26 min |
| 07    | Reto Schmidiger        | 2:09,29 min |
| 08    | Philipp Schmid (GER)   | 2:09,31 min |
| 09    | Marc Gisin             | 2:09,33 min |
| 10    | Marcel Mathis (AUT)    | 2:09,38 min |

Datum: 31. März 2010

Ort: Veysonnaz
Wegen stark aufgeweichter Piste konnte das am 21. März auf dem Stoos geplante Rennen nicht durchgeführt werden. Es wurde zehn Tage später in Veysonnaz nachgeholt. Nicht am Start waren unter anderem Carlo Janka, Didier Cuche, Sandro Viletta und Silvan Zurbriggen.

### Slalom
| Platz | Name                 | Zeit        |
| ----- | -------------------- | ----------- |
| 01    | Markus Vogel         | 1:38,72 min |
| 02    | Patrick Thaler (ITA) | 1:38,78 min |
| 03    | Silvan Zurbriggen    | 1:39,35 min |
| 04    | Sandro Viletta       | 1:39,41 min |
| 05    | Marc Gisin           | 1:39,71 min |
| 06    | Philipp Schmid (GER) | 1:40,44 min |
| 07    | Armin Triendl (AUT)  | 1:40,64 min |
| 08    | Doriano Bergamin     | 1:40,95 min |
| 09    | Gabriel Anthamatten  | 1:41,28 min |
| 10    | Beat Feuz            | 1:41,41 min |

Datum: 22. März 2010

Ort: Hoch-Ybrig

Piste: Sternen

Start: 1796 m, Ziel: 1620 m

Höhenunterschied: 176 m

Tore 1. Lauf: 62, Tore 2. Lauf: 61

### Super-Kombination
| Platz | Name                  | Zeit        |
| ----- | --------------------- | ----------- |
| 01    | Justin Murisier       | 2:07,28 min |
| 02    | Mauro Caviezel        | 2:08,02 min |
| 03    | Marc Gisin            | 2:08,08 min |
| 04    | Patrick Küng          | 2:08,25 min |
| 05    | Beat Feuz             | 2:08,45 min |
| 06    | Hannes Wagner (GER)   | 2:08,63 min |
| 07    | Andreas Strodl (GER)  | 2:09,36 min |
| 08    | Jean-Frédéric Chapuis | 2:09,53 min |
| 09    | Manuel Pleisch        | 2:09,60 min |
| 10    | Reto Schmidiger       | 2:09,67 min |

Datum: 18. März 2010

Ort: Stoos

Piste: Franz Heinzer
Super-G:

Start: 1935 m, Ziel: 1360 m

Höhendifferenz: 575 m, Tore: 33
Slalom:

Höhendifferenz: 185 m, Tore: 53

## Damen

### Abfahrt
| Platz | Name                 | Zeit        |
| ----- | -------------------- | ----------- |
| 01    | Nadja Kamer          | 1:14,11 min |
| 02    | Andrea Dettling      | 1:14,77 min |
| 03    | Rabea Grand          | 1:14,86 min |
| 04    | Fabienne Suter       | 1:14,95 min |
| 05    | Nadia Styger         | 1:15,20 min |
| 06    | Mirena Küng          | 1:15,23 min |
| 07    | Marianne Abderhalden | 1:15,26 min |
| 08    | Jasmin Rothmund      | 1:15,66 min |
| 09    | Andrea Thürler       | 1:15,69 min |
| 10    | Joana Hählen         | 1:15,96 min |

Datum: 18. März 2010

Ort: Stoos

Piste: Franz Heinzer

Start: 1860 m, Ziel: 1360 m

Höhendifferenz: 500 m, Tore: 33

### Super-G
Wegen stark aufgeweichter Piste konnte das am 20. März geplante Rennen nicht durchgeführt werden.

### Riesenslalom
| Platz | Name                  | Zeit        |
| ----- | --------------------- | ----------- |
| 01    | Nadja Kamer           | 2:00,11 min |
| 02    | Nadia Styger          | 2:00,77 min |
| 03    | Anna Fenninger (AUT)  | 2:00,81 min |
| 04    | Šárka Záhrobská (CZE) | 2:01,23 min |
| 05    | Andrea Dettling       | 2:01,36 min |
| 06    | Fabienne Janka        | 2:01,99 min |
| 07    | Esther Good           | 2:02,16 min |
| 08    | Jelena Prostewa (RUS) | 2:02,17 min |
| 09    | Tamara Wolf           | 2:02,22 min |
| 10    | Marianne Abderhalden  | 2:03,09 min |

Datum: 22. März 2010

Ort: Hoch-Ybrig

Piste: Sternen

Start: 1815 m, Ziel: 1520 m

Höhenunterschied: 295 m

Tore: 44, (1. und 2. Lauf)

### Slalom
| Platz | Name                 | Zeit        |
| ----- | -------------------- | ----------- |
| 01    | Marina Nigg (LIE)    | 1:42,44 min |
| 02    | Rabea Grand          | 1:42,89 min |
| 03    | Jasmin Rothmund      | 1:43,06 min |
| 04    | Wendy Holdener       | 1:43,14 min |
| 05    | Dea Kuonen           | 1:43,35 min |
| 06    | Mizue Hoshi (JPN)    | 1:43,47 min |
| 07    | Miriam Gmür          | 1:43,92 min |
| 08    | Karen Persyn (BEL)   | 1:44,06 min |
| 09    | Rina Müller          | 1:44,24 min |
| 10    | Michelle Morik (AUT) | 1:44,39 min |

Datum: 21. März 2010

Ort: Hoch-Ybrig

Piste: Sternen

Start: 1796 m, Ziel: 1620 m

Höhenunterschied: 176 m

Tore: 56 (1. und 2. Lauf)

### Super-Kombination
| Platz | Name                 | Zeit        |
| ----- | -------------------- | ----------- |
| 01    | Nadja Kamer          | 2:00,11 min |
| 02    | Marianne Abderhalden | 2:00,77 min |
| 03    | Tamara Wolf          | 2:00,81 min |
| 04    | Andrea Dettling      | 2:01,23 min |
| 05    | Jasmin Rothmund      | 2:01,36 min |
| 06    | Wendy Holdener       | 2:01,99 min |
| 07    | Priska Nufer         | 2:02,16 min |
| 08    | Nadja Vogel          | 2:02,17 min |
| 09    | Alexandra Thalmann   | 2:02,22 min |
| 10    | Michelle Gisin       | 2:03,09 min |

Datum: 19. März 2010

Ort: Stoos

Piste: Franz Heinzer
Super-G:

Start: 1860 m, Ziel: 1360 m

Höhendifferenz: 500 m, Tore: 28
Slalom:

Höhendifferenz: 185 m, Tore: 52